# Erik Perwe
Erik Hjalmar Perwe, född 1 januari 1905 i Karlskrona, död 29 november 1944 vid Måkläppen söder om Falsterbo, var en svensk präst, flyktinghjälpare och nazistmotståndare.  
Efter teologiska studier vid Lunds universitet och prästvigning 1931 knöts Erik Perwe till Linköpings stift där han bl.a. tjänstgjorde som stiftsadjunkt under 1930-talet med ansvar för sjömansvården och Linköpings Stiftsblad. I januari 1942 tillträdde han som kyrkoadjunkt vid Hedvigs församling i Norrköping, men lämnade Norrköping drygt ett halvår senare för tjänsten som kyrkoherde och legationspastor vid Svenska Victoriaförsamlingen i Berlin. 

I Berlin efterträdde Perwe kyrkoherde Birger Forell, som inte längre ansåg sig kunna utföra sitt arbete på grund av att tyska myndigheter kände till att han hjälpte regimkritiker och flyktingar. Perwe fortsatte och fördjupade arbetet med att bistå Berlinsvenskar och hjälpa förföljda människor undan Gestapo och deportation till koncentrations- och förintelselägren. Perwes räddningsinsatser pågick ända tills han förolyckades i november 1944, när Lufthansas trafikflygplan på rutten Berlin-Malmö-Stockholm sköts ned utanför Falsterbo. 

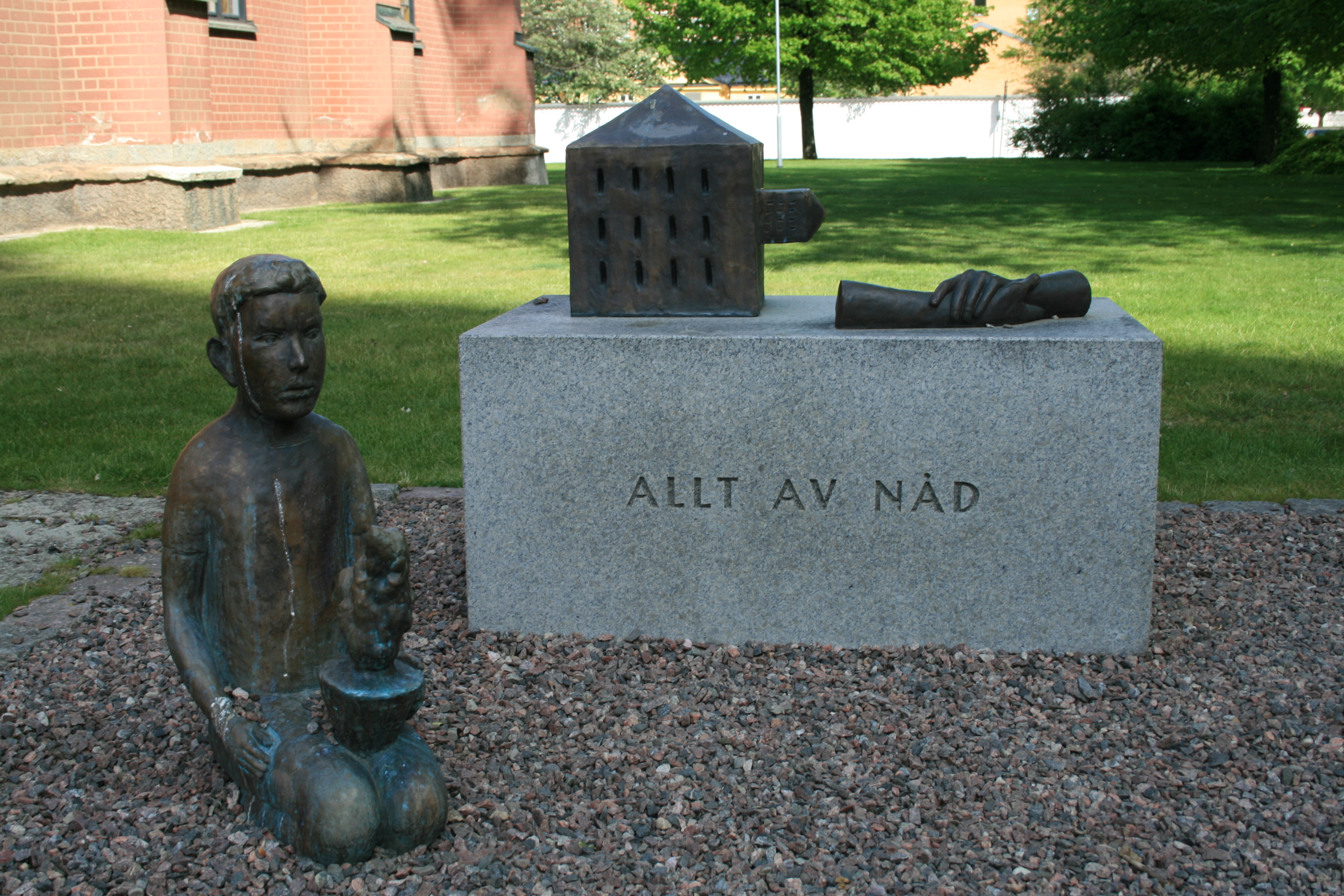
Omnia Gratia (allt av nåd), minnesmärke över Erik Perwe vid Hedvigs kyrka (Även kallad Tyska kyrkan) mot Tyska torget i Norrköping av Bianca Maria Barmen, rest 1999.

Erik Perwe efterträddes av Erik Myrgren, tidigare sjömanspräst i Stettin, som fortsatte arbetet till krigsslutet våren 1945.  ´
Perwe gifte sig 26 mars 1933 med folkskollärarinnan Märtha Sofia Aurora Werkström (1901-1979) i Asarum, Blekinge. 
Till Erik Perwes minne restes 1999 skulpturen Omnia Gratia (allt av nåd) vid Hedvigs kyrka, skapad av Bianca Maria Barmen. År 2006 fick han den israeliska utmärkelsen Rättfärdig bland folken. En minnesplakett finns på väggen till Svenska skolan i Berlin.
| ”                                                   | I andra världskrigets mörka tid utförde Erik Perwe ... i Berlin en humanitär insats av oskattbart värde. Han räddade hundratals hotade och förföljda, främst judar, undan nazisternas terror och förintelse. | „ |
| – Text på minnesmärket över Erik Perwe i Norrköping | |   |